# اقتصاد توغو
يعتمد اقتصاد توغو على زراعة الكفاف وهو النشاط الاقتصادي الرئيسي في توغو. وتعتمد الغالبية العظمى من السكان على زراعة الكفاف للحصول على الغذاء وإنتاج المحاصيل النقدية توظف غالبية القوى العاملة وتسهم بنحو 42٪ من الناتج المحلي الإجمالي (GDP). تعتبر القهوة والكاكاو المحاصيل التقليدية الرئيسية للتصدير. وفي عقد التسعينات، زادت زراعة القطن بسرعة، حيث تم إنتاج 173،000 طن في عام 1999.
احتلت توغو المركز 114 في مؤشر الابتكار العالمي عام 2023. لكنها تراجعت للمركز 117 في مؤشر عام 2024.

## الزراعة
يعتمد غالبية سكان توغو على زراعة الكفاف. وتشمل منتجاتها الزراعية البن والكاكاو والقطن والبطاطا والكسافا والذرة والفاصوليا والأرز، وتساهم الزراعة بحوالي 42٪ في الناتج المحلي الإجمالي. وتعد القهوة والكاكاو المحاصيل الرئيسية للتصدير، ولكن زاعة القطن ارتفعت بسرعة في السنوات الأخيرة. على الرغم من عدم كفاية هطول الأمطار في بعض المناطق  حققت حكومة توغو هدفها في الاكتفاء الذاتي من عدة المحاصيل الغذائية مثل الكسافا، اليام، الذرة، الدخن، والفول السوداني.
أنتجت توغو في عام 2018:
- مليون طن من الكسافا ؛
- 886 ألف طن ذرة ؛
- 858 ألف طن من اليام .
- 277 ألف طن من الذرة الرفيعة ؛
- 207 ألف طن من الفاصوليا ؛
- 156 ألف طن من زيت النخيل .
- 143,000 طن من الخضار .
- 145 ألف طن من الأرز .
- 127 ألف طن من القطن ؛
- 43 ألف طن من الفول السوداني ؛
- 41 ألف طن من الكاكاو .
- 26 ألف طن من الدخن .
- 26 ألف طن من الموز .
- 21 ألف طن من القهوة .

بالإضافة إلى إنتاج أقل من المحاصيل الأخرى.

## التعدين
يتركز التعدين في توغو حول استخراج الفوسفات، مما جعلها تحتل المرتبة 19 في الإنتاج العالمي. والمعادن الأخرى المستخرجة هي الماس، الذهب، والحجر الجيري . والمعادن الأخرى التي المتوقع وجودها هي المنغنيز، البوكسيت، الجبس، خام الحديد، الرخام، الروتيل  و الزنك. يساهم قطاع التعدين بنسبة 2.8٪ في الناتج المحلي الإجمالي للبلاد.  ويقدر احتياطي الفوسفات في البلاد بنحو 60 مليون طن متري.

## إحصائيات
يبين الجدول التالي أهم المؤشرات الاقتصادية في الفترة بين عامي 1980-2017.
| السنة                                                       | 1980   | 1985   | 1990  | 1995   | 2000   | 2005   | 2006  | 2007   | 2008  | 2009  | 2010  | 2011  | 2012  |
| ----------------------------------------------------------- | ------ | ------ | ----- | ------ | ------ | ------ | ----- | ------ | ----- | ----- | ----- | ----- | ----- |
| الناتج المحلي الإجمالي (تعادل القوة الشرائية)               | 2.13   | 2.67   | 3.80  | 4.71   | 5.07   | 6.00   | 6.36  | 6.44   | 6.84  | 7.28  | 7.81  | 8.49  | 9.21  |
| نصيب الفرد من الناتج المحلي الإجمالي (تعادل القوة الشرائية) | 897    | 844    | 1,037 | 1,153  | 1,058  | 1,111  | 1,149 | 1,075  | 1,110 | 1,149 | 1,202 | 1,270 | 1,342 |
| النمو                                                       | −2.2 % | 3.7 %  | 5.9 % | 19.7 % | −1.0 % | −4.7 % | 2.7 % | −1.8 % | 4.0 % | 5.5 % | 6.1 % | 6.4 % | 6.5 % |
| التضخم (بالنسبة المئوية)                                    | 12.3 % | −1.8 % | 1.1 % | 15.8 % | 1.9 %  | 6.8 %  | 2.2 % | 0.9 %  | 8.7 % | 3.7 % | 1.4 % | 3.6 % | 2.6 % |
| الدين (نسبة مئوية من الناتج المحلي الإجمالي)                | ...    | ...    | ...   | ...    | ...    | ...    | 91 %  | 102 %  | 92 %  | 81 %  | 47 %  | 47 %  | 47 %  |

| السنة                                                       | 2013  | 2014  | 2015  | 2016  | 2017   |
| ----------------------------------------------------------- | ----- | ----- | ----- | ----- | ------ |
| الناتج المحلي الإجمالي (تعادل القوة الشرائية)               | 9.93  | 10.70 | 11.44 | 12.18 | 12.94  |
| نصيب الفرد من الناتج المحلي الإجمالي (تعادل القوة الشرائية) | 1,410 | 1,481 | 1,543 | 1,601 | 1,700  |
| النمو                                                       | 6.1 % | 5.9 % | 5.7 % | 5.1 % | 4.4 %  |
| التضخم (بالنسبة المئوية)                                    | 1.8 % | 0.2 % | 1.8 % | 0.9 % | −0.7 % |
| الدين (نسبة مئوية من الناتج المحلي الإجمالي)                | 56 %  | 60 %  | 72 %  | 82 %  | 78.6 % |